# Jàson d'Argos
|  | Per a altres significats, vegeu «Jàson (desambiguació)». |

Jàson d'Argos (en llatí Jason, en grec antic Ἰάσων "Jáson") (segle ii) fou un historiador grec que segons diu l'enciclopèdia Suides era més jove que Plutarc, per tant va viure en temps de l'emperador Hadrià. Suides diu també que era gramàtic, i un gramàtic de nom Jàson es menciona a l'Etymologicum Magnum.
Va escriure una obra que incloïa la primera historia de Grècia (ἀρχαιολογία) en quatre llibres i la història entre les guerres mèdiques i la mort d'Alexandre el Gran i la conquista d'Atenes pel regent Antípater, el pare de Cassandre. El llibre conegut sota el nom de  Περὶ Κνίδου sembla que era una part d'aquesta història, i l'obra s'hauria titulat Περὶ τῶν Ἀλεξάνδρου ἱερὼν. En fan referència Ateneu de Naucratis i Esteve de Bizanci, i Fabricius l'inclou a la Bibliotheca Graeca.